# Sarykyz Linea
La Sarykyz Linea è una struttura geologica della superficie di Venere.